# Carl Wilhelm Fontell
Carl Wilhelm Fontell, född år 1794 på Replot i finska Österbotten, död år 1862 i Jakobstad, var stadsläkare i Jakobstad under 1833 och en provincialläkare för hela det stora Jakobstads-distriktet, från 1839 till 1861.
Fontell var den äldsta sonen till kaplanen Sven Abraham Fontell, ur hans andra äktenskap och blev den hittills kändaste representanten för släkten Fontell. Han blev student vid Kejserliga Akademien i Åbo 1812, samt dito i Uppsala år 1816 efter att tidigare ha gått ut Vasa trivialskola i Finland. Till Sverige och Uppsala lockades han av sin fars halvbror, prosten Carl Hägg, som flytt undan kriget 1808 och fått tjänst som kyrkoherde i Tierp (dessa halvbröders farmor Agneta Nordberg var hemma från Tierp). Carl Wilhelm Fontell studerade medicin och fungerade som amanuens vid undervisningssjukhuset Nosocomium i Uppsala 1818–1819. År 1823 tog han sin kandidatexamen i Åbo och arbetade på olika håll tills han blev utsedd till Kristinestads läkare år 1826. Efter att ha doktorerat på ämnet ”Om neuralgierne i allmänhet” år 1832, blev Carl Wilhelm stadsläkare i Jakobstad 1833 och provincialläkare för hela det stora Jakobstads-distriktet 1839. Han kom att inneha tjänsten ända till 1861 och blev med tiden en av de berömdaste läkarna i Finland. Fontell blev utmärkt på många sätt, genom att han bland annat fick kollegieasessorns titel 1841, samt blev utnämnd till Riddare av Stanislai orden tredje klass 1856. Bara ett år efter att ha gått i pension med full lön, dog stadsläkaren i sitt hem, det Fontellska huset vid Kanalesplanaden i Jakobstad. Finska nationalskalden Zacharias Topelius skrev en vacker sångtext till hans ära, att uppföras av gymnasister vid graven; den slutar med versen: "Vila från mödan! Skördetid är inne. Vila på skörden av ett älskat minne! Vila hugsvalad, vila mjukt på kudden Av våra böner!"
Kollegieasessorn gifte sig i Kristinestad år 1829 med Christina Lovisa Sofia Barck. Hon var dotter till överstelöjtnanten Carl Johan Barck och hans hustru Gustava Maria Gadding, med anor från släkten Aminoff. 